# Винкс (3. сезона)
Трећа сезона анимиране телевизијске серије Винкс се емитовала од 29. јануара до 28. марта 2007. године, која се састоји од 26. епизода. Серију је створио Иђинио Страфи, оснивач студија за анимацију Rainbow. Сезона је имала премијеру у 2008. године на каналу Ултра у Србији. Дистрибутер српске синхронизације је предузеће Luxor Co. и синхронизацију је радио студио Loudworks. Luxor Co. је прве три епизоде објавио као DVD додатак уз часопис Дечје царство.
Сезона се фокусира на трећу и последњу годину Винкс у Алфеи, школи за виле, где оне настоје да стекну побољшање својих моћи под називом Енчантикс. Трикс беже из свог затвора у Омега димензији и враћају новог негативца по имену Валтор, који има посебну везу са Блум.
Током 2011. године, америчко предузеће Viacom је постало сувласник студија Rainbow и канал предузећа Viacom, Nickelodeon, започео продуцирање оживљене серије Винкс. Пре етмивоања Nick-продуцираних епизода, Nickelodeon С.А.Д је је реемитовао трећу сезону под називом Винкс: Енчантикс од 14. новембра до 26. децембра 2011. године.

## Радња
У трећој сезони, Винкс се после још једног распуста враћају у школу, где Стела прима обавештење од Краљевског двора Соларије о свом Принцезином балу. Трикс су послате у Омега Димензију, где се Ајси ослобађа из леда и ослобађа своје сестре Дарси и Сторми, али и чаробњака Валтора, који је делом одговаран за уништење Блумине планете Домино. Валтор, као и Блум, поседује моћ Змајеве ватре. Валтор жели да уништи и Ајшину планету Андрос. Стела сазнаје да се њени родитељи неће помирити, као што је мислила, већ да њен отац Радијус има нову жену, Касандру, која има ћерку Шимеру, са којом је Стела била у сукобу и пре него што је сазнала да је она ћерка њене будуће маћехе. Појављује се нови дечко који се придружује Специјалцима, он је чаробњак и долази са Андроса, као и Ајша и зове се Набу. Винкс добијају потпуно нову трансформацију, Енчантикс и додатак за ту трансформацију, вилински прашину, тако што се жртвују за неког са своје планете. Све девојке, осим Блум, контролишу веома јаке моћи, али Блум не јер њен Енчантикс није потпун. Блум открива више о својој планети Домино и биолошким родитељима. У последњој епизоди, Блум уништава Валтора, тако што улази у његово тело и својим Змајевим пламеном га уништава.

## Улоге
| Улога                     | Српски глас                                                         |
| ------------------------- | ------------------------------------------------------------------- |
| Блум                      | Јелена Стојиљковић                                                  |
| Стела                     | Мариана Аранђеловић                                                 |
| Флора                     | Јелена Поповић                                                      |
| Мјуза                     | Снежана Нешковић                                                    |
| Техна                     | Наташа Балог                                                        |
| Лејла                     | Александра Хлишћ                                                    |
| Дафни                     | Сандра Јанковић                                                     |
| Ајси                      | Ана Марковић                                                        |
| Дарси                     | Софија Јеремић                                                      |
| Сторми                    | Јована Мишковић                                                     |
| Валтор                    | Марко Марковић                                                      |
| Скај                      | Милан Антонић                                                       |
| Брендон                   | Марко Марковић                                                      |
| Ривен                     | Радован Вујовић                                                     |
| Тими                      | Срђан Јовановић Радован Вујовић (само Е1, 3, 4, 8)                  |
| Хилио                     | Синиша Убовић                                                       |
| Набу                      | Срђан Јовановић Радован Вујовић (само Е18)                          |
| Беладона                  | Јелена Стојиљковић                                                  |
| Лислис                    | Ана Марковић                                                        |
| Тарма                     | Софија Јеремић                                                      |
| Локит                     | Александра Хлишћ                                                    |
| Аморе                     | Ана Марковић                                                        |
| Чата                      | Јелена Стојиљковић                                                  |
| Тјун                      | Јелена Поповић                                                      |
| Диџит                     | Софија Јеремић                                                      |
| Пиф                       | оригинални глас                                                     |
| Нинфеа                    | Мариана Аранђеловић                                                 |
| Конкорда                  | Софија Јеремић                                                      |
| Зинг                      | Снежана Нешковић                                                    |
| Ливи                      | Јована Мишковић                                                     |
| Фарагонда                 | Наташа Балог                                                        |
| Гризелда                  | Ана Марковић                                                        |
| Визгиз                    | Милан Антонић                                                       |
| Паладијум                 | Срђан Јовановић                                                     |
| Барбатеа                  | Мариана Аранђеловић                                                 |
| Офелија                   | Софија Јеремић                                                      |
| Грифин                    | Мариана Аранђеловић                                                 |
| Едилтруда                 | нема дијалога (нормална форма) Јелена Поповић(чудовишна форма)      |
| Заратустра                | Сандра Јанковић (нормална форма) Снежана Нешковић (чудовишна форма) |
| Саладин                   | Марко Марковић                                                      |
| Кодаторта                 | Марко Марковић                                                      |
| Мајк                      | Радован Вујовић                                                     |
| Ванеса                    | Јована Мишковић                                                     |
| Мици                      | Софија Јеремић                                                      |
| Орител                    | Радован Вујовић                                                     |
| Марион                    | Јелена Стојиљковић                                                  |
| Радијус                   | Радован Вујовић                                                     |
| Касандра                  | Ана Марковић                                                        |
| Шимера                    | Сандра Јанковић                                                     |
| Мјеле                     | Софија Јеремић                                                      |
| Хо-Бо                     | Милан Антонић                                                       |
| Матлин                    | Александра Хлишћ                                                    |
| Тередор                   | Милан Антонић                                                       |
| Ниобе                     | Јована Мишковић Снежана Нешковић (само Е23)                         |
| Ерендор                   | Марко Марковић                                                      |
| Самара                    | Мариана Аранђеловић                                                 |
| Набуов отац               | Радован Вујовић                                                     |
| Набуова мајка             | Сандра Јанковић                                                     |
| Лигеа                     | Софија Јеремић                                                      |
| Треса                     | Мариана Аранђеловић                                                 |
| Дијаспро                  | Софија Јеремић                                                      |
| Маја                      | Мариана Аранђеловић                                                 |
| Мирта                     | Сандра Јанковић                                                     |
| Луси                      | Сандра Јанковић                                                     |
| Ледени дух                | Синиша Убовић                                                       |
| Жалфија                   | Јелена Стојиљковић                                                  |
| Тебок                     | Радован Вујовић                                                     |
| Аркадија                  | Јелена Стојиљковић                                                  |
| Старешина сирена          | Сандра Јанковић                                                     |
| Старешина пегатаур        | Радован Вујовић                                                     |
| Старешина летеће створење | Марко Марковић                                                      |
| Галатеа                   | Јована Мишковић                                                     |
| Нова                      | Снежана Нешковић                                                    |
| Амарил                    | Мариана Аранђеловић                                                 |
| Триста                    | Јелена Поповић                                                      |
| Амареа                    | Снежана Нешковић                                                    |
| Коралија                  | Сандра Јанковић                                                     |
| Тала                      | Снежана Нешковић                                                    |
| Калија                    | Јована Мишковић                                                     |

## Епизоде
| Бр. еп. (укупно) | Бр. еп. (у сезони) | Наслов                     | Датум емитовања у Италији | Датуми емитовања у Америци ( / )       |
| ---------------- | ------------------ | -------------------------- | ------------------------- | -------------------------------------- |
| 53               | 1                  | Принцезин бал              | 29. јануар 2007.          | 30. септембар 2006. 14. новембар 2011. |
| 54               | 2                  | Валторов знак              | 31. јануар 2007.          | 7. октобар 2006. 15. новембар 2011.    |
| 55               | 3                  | Вила и звер                | 2. фебруар 2007.          | 28. октобар 2006. 16. новембар 2011.   |
| 56               | 4                  | Огледало истине            | 5. фебруар 2007.          | 4. октобар 2006. 17. новембар 2011.    |
| 57               | 5                  | Море страха                | 7. фебруар 2007.          | 11. новембар 2006. 18. новембар 2011.  |
| 58               | 6                  | Лејлин избор               | 9. фебруар 2007.          | 18. новембар 2006. 28. новембар 2011.  |
| 59               | 7                  | Дружина светлости          | 12. фебруар 2007.         | 25. новембар 2006. 29. новембар 2011.  |
| 60               | 8                  | Нелојални противник        | 14. фебруар 2007.         | 24. фебруар 2007. 30. новембар 2011.   |
| 61               | 9                  | Срце и мач                 | 16. фебруар 2007.         | 3. март 2007. 1. децембар 2011.        |
| 62               | 10                 | Олуја над Облачним торњем  | 19. фебруар 2007.         | 10. март 2007. 2. децембар 2011.       |
| 63               | 11                 | Замка за виле              | 21. фебруар 2007.         | 17. март 2007. 5. децембар 2011.       |
| 64               | 12                 | Сузе црне врбе             | 23. фебруар 2007.         | 24. март 2007. 6. децембар 2011.       |
| 65               | 13                 | Последње подрхтавање крила | 26. фебруар 2007.         | 31. март 2007. 7. децембар 2011.       |
| 66               | 14                 | Бес!                       | 28. фебруар 2007.         | 7. март 2007. 8. децембар 2011.        |
| 67               | 15                 | Острво змајева             | 2. март 2007.             | 14. април 2007. 9. децембар 2011.      |
| 68               | 16                 | Из пепела                  | 5. март 2007.             | 21. април 2007. 12. децембар 2007.     |
| 69               | 17                 | У змијском леглу           | 7. март 2007.             | 28. април 2007. 13. децембар 2011.     |
| 70               | 18                 | Валторова кутија           | 9. март 2007.             | 28. јул 2007. 14. децембар 2011.       |
| 71               | 19                 | У последњем тренутку       | 12. март 2007.            | 4. август 2007. 15. децембар 2011.     |
| 72               | 20                 | Јуриш Пиксија              | 14. март 2007.            | 11. август 2007. 16. децембар 2011.    |
| 73               | 21                 | Тајна Црвеног торња        | 16. март 2007.            | 18. август 2007. 19. децембар 2011.    |
| 74               | 22                 | Кристални лавиринт         | 19. март 2007.            | 25. август 2007. 20. децембар 2011.    |
| 75               | 23                 | Чаробњаков изазов          | 21. март 2007.            | 1. септембар 2007. 21. децембар 2011.  |
| 76               | 24                 | Откровење вештица          | 23. март 2007.            | 8. септембар 2007. 22. децембар 2011.  |
| 77               | 25                 | Чаробњаков бес             | 26. март 2007.            | 15. септембар 2007. 23. децембар 2011. |
| 78               | 26                 | Нови почетак               | 28. март 2007.            | 22. септембар 2007. 11. децембар 2011. |